# Cárcel de mujeres de Amorebieta
El Hospital Prisión de Mujeres de Amorebieta, conocido como la cárcel de mujeres de Amorebieta, fue una prisión española para mujeres desde 1939 hasta 1947, bajo la dictadura de Francisco Franco. Se ubicó en el centro del pueblo de Amorebieta

## Historia
El edificio, perteneciente a los Carmelitas Descalzos, fue construido entre 1931 y 1933 para ser un seminario. Al estallar la guerra sirvió de cuartel de milicias y de hospital de sangre. En septiembre de 1939 se convirtió en hospital prisión de mujeres, una vez incautado a los Carmelitas. El 31 de diciembre de 1939, el municipio de Amorebieta, tenía una población de derecho de 4.888 habitantes. De ellos, eran cerca de mil mujeres reclusas.
Hubo dos períodos: entre 1939 y 1940 fue Hospital Prisión, un centro de reclusión provisional, mientras que entre 1940 y 1947 se convirtió en Prisión Central de Mujeres de Amorebieta, un centro de cumplimiento de pena al que fueron trasladadas reclusas de todo el Estado. Fue en marzo de 1940 cuando una orden de Esteban de Bilbao Eguía, director general de prisiones, reconvirtió la cárcel en Prisión Central para mujeres. Teresa Palomares, reclusa que redactó un artículo en Redención, informaba de que ella misma fue con otras penadas de las primeras que inauguraron el edificio al llegar trasladadas de Madrid. Según Palomares, cuando ya llevaban quince días en el penal continuaban llegando de todas partes, Asturias, Andalucía, La Mancha, aunque por número, predominaban las presas madrileñas.
Otras prisiones para cumplimiento de pena fueron la de Oblatas en Santander y Tarragona, Les Corts en Barcelona, la cárcel de Gerona, y la prisión de Can Sales en Palma de Mallorca. En el País Vasco, además de Amorebieta, estaba la Prisión Central de Saturrarán. A ellas eran enviadas las mujeres ya juzgadas en consejo de guerra.
Uno de sus primeros directores fue Francisco Machado, hermano de los poetas Manuel y Antonio Machado. Las monjas que custodiaban la prisión eran las Hermanas de San José, aunque durante un periodo, también estuvo regentada por monjas Oblatas. Las monjas formaban parte de la Junta de Disciplina y de ella dependían los castigos, la censura de las cartas o el aislamiento en celda, así como las propuestas de libertad condicional.
Tras 8 años de funcionamiento, 48 fallecimientos y más de 1.200 mujeres excarceladas, la prisión se clausuró en 1947, tras haber sido denunciada en varias ocasiones por las pésimas condiciones de hambre y miseria. Las reclusas llegaron a hacer huelga de hambre porque solo les daban agua caliente para comer
Las fichas y expedientes, libros de filiación o actas del Patronato y la Junta de Disciplina han desaparecido o están ocultos. Eso implica que se desconozca cuántas mujeres pasaron por Amorebieta. Ascensión Badiola ha conseguido establecer la identidad de “por lo menos 1.239 mujeres que pasaron por Amorebieta."

## Vida en prisión
A partir de febrero de 1940 contó con talleres de costura donde se cosieron prendas y uniformes para la intendencia del ejército. Contaba únicamente con tres máquinas y cinco operarias, y se creó a iniciativa de Matilde Fernández, inspectora nacional de talleres, que impulsó su creación. Llegaron a disponer de treinta máquinas con las que trabajaban cuarenta y siete reclusas: una jefa de taller, una oficial y cuarenta y cinco ayudantes. En octubre de 1940, las reclusas del taller percibían además un suplemento diario para la mejora del rancho. La revista Redención, el 26 de octubre de ese año, publicó una foto en la que se veía a las presas trabajando en presencia de dos monjas. También hubo un taller de bordado fino.
Hubo al menos un médico de forma permanente, José Alegría Mendialdea, que había sido detenido y puesto a disposición del juez militar el 14 de agosto de 1937. Fue sometido a consejo de guerra y sentenciado a reclusión en la Prisión Provincial de Bilbao durante 6 años. Ejerció de médico en la prisión.
El hambre fue una constante. Amalia de la Fuente Peral fue una de las presas que pasó por Amorebieta. Fue cocinera y en uno de sus testimonios contó las pésimas condiciones de los alimentos. También se les obligaba a ir a misa. Las que se negaban eran incomunicadas durante un mes o dos.
Los niños no recibían mejor trato. Las reclusas daban a luz a sus hijos en el suelo y vivían con ellos sobre un petate; a algunos les veían morir sin ningún tipo de asistencia. Cuando eran bebés; veían a los niños un ratito al día. Solo podían estar en la cárcel hasta los 3 años; después, si no se encontraban familiares que se hicieran cargo de ellos, eran dados en adopción.

## Memoria histórica
- La cárcel ha sido recordada por Tomasa Cuevas, en su libro Testimonios de mujeres en las cárceles franquistas y[7] por Teresa Alonso Otero en El recuerdo me duele.[8]

- Ascensión Badiola, en su libro Individuas peligrosas ha conseguido recopilar más de mil nombres de reclusas.[9] Entre ellas están Trinidad Gallego, Tomasa Cuevas,[7]Blasa Jiménez Chaparro, muerta en prisión,[10]Julia Vigre,[11]Julia Manzanal, Crescencia Uribe, hermana del dirigente comunista y ministro de Agricultura del gobierno republicano Vicente Uribe, exiliado en México,[2] Teresa Alonso Otero,[8]Josefina Amalia Villa,[12]Nieves Torres,[13] Petra Cuevas[14]y Ángela Losada, hija de Alpidia García Moral,[15] entre otras.